# Camat
Camat es la persona que rige el área Kecamatan, región que podría traducirse al castellano como "subdistrito" dentro de la división administrativa del territorio de Indonesia.
El Camat es el coordinador de las acciones gubernamentales dentro del área del Kecamatan, estando bajo las órdenes del Bupati a través de la Secretaría del área del Kabupaten/Kota. El Camat dirige sus peticiones y sugerencias al Bupati/Walikota a través de dicha secretaria.
Las tareas del Camat son la ejecución de la autoridad gubernamental proveniente del Bupati de acuerdo con las características y las necesidades de la región y ejecutarlas las actividades administrativas basándose en la legislación vigente. La persona Camat está supeditada al Lurah, pero no al Kepala Desa (o cabeza de Desa).